# Сигулда
Си́гулда (латыш. Siguldaо файле; до 1917 года — Зегево́льд, нем. Segewold) — город в центральной части Латвии, административный центр Сигулдского края. Один из важнейших центров туризма в Латвии.
Расположен в 50 км к северо-востоку от Риги на реке Гауя, в пределах национального парка Гауя. Население — 14 539 человек (2022 год).

## История
Датой основания считается 1207 год — год создания Орденом меченосцев замка Зегевольд (Зигвальд, нем. Siegwald — «Лес победы»). Богатая событиями история оставила вокруг Сигулды замки, самым главным из которых является воссозданный недавно Турайдский замок.
С 1895 года в Сигулде работает библиотека.
В 1949—1962 годах Сигулда была центром Сигулдского района Латвийской ССР.
После восстановления независимости Латвии в 1991 году власти Сигулды стали заниматься сохранением её наследия и развитием туристического сектора. На руинах замка близ города устроили оперный фестиваль на открытом воздухе, в мае отмечают день города, совпадающий с цветением вишен. В зимнее время популярны лыжный спорт, бобслей и санный спорт, а банджи-джампинг доступен в любое другое время года.
Между центральной частью города и Турайдским замком лежит пещера Гутманя, из которой вытекает ручей. Это крупнейшая пещера Прибалтики, её глубина составляет 19 м, ширина — 12 м, а высота — 10 м. На её стенах сохранились надписи XVII столетия.
В 2007 году был отмечен 800-летний юбилей города, основные торжества прошли 9—12 августа.

## Достопримечательности
- Турайдский замок заложен по велению рижского епископа в 1214 году. Простояв более пяти веков, сгорел в мирное время: в 1776 году стражник, которому померещилось нападение злоумышленников, выстрелом зажёг соломенную крышу. После пожара замок восстанавливать не стали, он постепенно разрушался и врос в землю на 2 метра, а кое-где на 5—7 метров. Но в начале 1950-х годов замок был объявлен памятником культуры всесоюзного значения и начал воссоздаваться. На объекте работала археологическая экспедиция Института истории Академии наук Латвийской ССР под руководством Яниса Граудониса, которой помогали студенческие строительные отряды, школьники и местные жители[6]. Вот уже более 50 лет тут ведутся реставрационные работы и научные исследования. Воссозданы часть стен, северная и южная башни, а также башня со смотровой площадкой, расположенной на высоте 26 метров. Вокруг Турайдского замка находятся парк скульптур и музей под открытым небом.
- Могила Турайдской Розы.
- Сигулдский замок — памятник средневековой архитектуры, построенный на раннем этапе покорения прибалтийских земель крестоносцами.
- Новый Сигулдский замок — характерный памятник неоготики, первоначально принадлежал графам Борхам, унаследован Кропоткиными. Нынешнее здание возведено в 1878—1881 годах как резиденция князя Д. Н. Кропоткина.
- Канатная дорога. В Сигулде работает канатная дорога, связывающая холмы в Сигулде и Кримулде, открытая 3 января 1969 года и позволяющая преодолеть 1060 метров над долиной Гауи. Дорога была построена в 1968 году по заказу Рижского районного совета депутатов трудящихся и обошлась в 101,3 тысячи рублей. 30 декабря жилищно-коммунальный отдел Рижского райисполкома передал сооружение Комбинату коммунальных предприятий Рижского района[7]. Долгое время являлась единственным подобным сооружением в странах Балтии, но в конце 2015 года канатная дорога над рекой Неман (Нямунас) была открыта в городе Друскининкай (Литва).
- Пещера Гутманя. Является самой крупной пещерой Латвии, из её основания вытекает наружу источник родниковой воды, которая считается целебной.
- Холм Дайн. Создан в 1985 году и посвящён Кришьянису Барону. Здесь можно увидеть различные скульптуры, изображающие героев латышских народных песен.
- Поместье Нурмижа[8].
- Санно-бобслейная трасса. Построена в 1986 году и приспособлена как для бобслея, так и для санного спорта.

## Туризм и спорт
Сигулда известна как центр зимнего спорта: в окрестностях города — единственные значимые ландшафтные возвышенности Латвии. В Сигулде расположена санно-бобслейная трасса, на которой проводятся международные соревнования по бобслею и санному спорту. Из-за живописного расположения она также является популярным местом отдыха для рижан.
- Исторический герб Зегевольда
- Руины Сигулдского замка
- Воссозданный Турайдский замок
- Дворец-замок Кропоткиных
- Санно-бобслейная трасса
- Станция канатной дороги
- Железнодорожная станция в Сигулде

## Известные люди, родившиеся в Сигулде
- Алвис Витолиньш — латвийский шахматист, девятикратный чемпион Латвии.
- Сандис Озолиньш — профессиональный латвийский хоккеист.
- Эдуард Юльевич Петри — географ, этнограф, антрополог.
- Андрис Шицс — латвийский саночник, серебряный призёр зимних Олимпийских игр 2010 года.
- Юрис Шицс — латвийский саночник, серебряный призёр зимних Олимпийских игр 2010 года.

## Сигулда в произведениях искусства
Городу посвящены стихотворения Андрея Вознесенского «Осень в Сигулде» и «Возвращение в Сигулду».

Городу посвящены стихотворения Дмитрия Сухарева «Две вариции на тему «Осень в Сигулде» (1973).

## Города-побратимы
- Альтеа, Испания
- Ангус, Шотландия
- Бад-Кёцтинг, Германия
- Бандоран, Ирландия
- Белладжо, Италия
- Бирштонас, Литва
- Гранвиль, Франция
- Зволен, Словакия
- Карккила, Финляндия
- Кейла, Эстония
- Кёсег, Венгрия
- Лёгстор, Дания
- Марсаскала, Мальта
- Мерссен, Нидерланды
- Нидеранвен, Люксембург
- Превеза, Греция
- Пренай, Литва
- Сезимбра, Португалия
- Сушице, Чехия
- Тюри, Эстония
- Укселёсунд, Швеция
- Уффализ, Бельгия
- Фалчёпинг, Швеция
- Хойна, Польша
- Хольстебро, Дания
- Чиатура, Грузия
- Шерборн, Великобритания
- Штур, Германия
- Юденбург, Австрия